# 金沢地方裁判所
金沢地方裁判所（かなざわちほうさいばんしょ）は、石川県金沢市にある日本の地方裁判所の一つで、石川県を管轄している。略称は、金沢地裁（かなざわちさい）。小松、七尾、輪島に支部を置いている。
金沢市に置かれている本庁に加え、小松市、七尾市、輪島市の3市に地方裁判所及び家庭裁判所の支部を設置しているほか、前記4か所に珠洲市の1か所を加えた5か所に簡易裁判所を設置している。また、金沢、七尾にそれぞれ検察審査会も設置されている。

## 所在地
- 本庁：石川県金沢市丸の内7-2　北緯36度34分2秒 東経136度39分44秒 / 北緯36.56722度 東経136.66222度

JR金沢駅東口バスのりば3番及び6番（全系統）の各のりばから北鉄バスまたはJRバスに乗車，「兼六園下」停留所下車（徒歩1 - 2分）
- 小松支部：石川県小松市小馬出町11　北緯36度24分26.2秒 東経136度26分53.4秒 / 北緯36.407278度 東経136.448167度
- 七尾支部：石川県七尾市馬出町ハ部1-2　北緯37度2分43.7秒 東経136度57分42.3秒 / 北緯37.045472度 東経136.961750度
- 輪島支部：石川県輪島市河井町15部49-2　北緯37度23分33.6秒 東経136度54分21.1秒 / 北緯37.392667度 東経136.905861度

## 沿革
- 1876年（明治9年）
  - 9月13日 - 金沢裁判所設置[2]。管轄は石川県全域。
  - 11月30日 - 事務引き継ぎ等が終了し、金沢裁判所が正式に開庁する[3]。
  - 12月8日 - 富山及び福井の両支庁を設置。それぞれ越中国（射水郡、礪波郡を除く）、越前国（敦賀郡を除く）を管轄。
- 1878年（明治11年）3月27日 - 七尾支庁を設置。能登国を管轄。
- 1881年（明治14年）
  - 2月7日 - 京都裁判所の管轄だった越前国敦賀郡及び若狭国を金沢裁判所福井支庁の管轄とする。
  - 4月28日 - 検事局を設置する。
  - 7月29日 - 越前国敦賀郡及び若狭国を京都裁判所の管轄に戻す。
- 1882年（明治15年）
  - 1月1日 - 治罪法施行により金沢始審裁判所に改称[注釈 1]。七尾・富山・福井の各支庁が独立し、それぞれ七尾始審裁判所、富山始審裁判所、福井始審裁判所となる。
  - 3月23日 - 射水郡の全域が富山始審裁判所の管轄となり、礪波郡の全域が金沢始審裁判所の管轄となる。
- 1883年（明治16年）
  - 2月1日 - 七尾始審裁判所及び富山始審裁判所が金沢始審裁判所の支庁に格下げされる。
  - 6月28日 - 富山支庁が富山始審裁判所として再び独立する。同時に礪波郡も移管する。
- 1890年（明治23年）11月1日 - 裁判所構成法施行により金沢地方裁判所に改称。七尾支庁を七尾支部に改称。小松支部を設置し能美郡（中島村、草深村、砂川村を除く）、江沼郡を管轄させる。
- 1891年（明治24年）10月3日 - 小松支部を廃止。
- 1901年（明治34年）8月1日 - 七尾支部を廃止。
- 1905年（明治38年）4月1日 - 七尾支部を設置。珠洲郡、鳳至郡、鹿島郡、羽咋郡を管轄。
- 1947年（昭和22年）5月3日 - 裁判所法及び検察庁法施行により検事局を金沢地方検察庁として分離。

## 管轄区域
本庁
- 金沢市・白山市・かほく市・野々市市・河北郡（津幡町・内灘町）

小松支部
- 小松市・加賀市・能美市・能美郡川北町

七尾支部
- 七尾市・羽咋市・羽咋郡（志賀町・宝達志水町）・鹿島郡中能登町

輪島支部
- 輪島市・鳳珠郡（穴水町・能登町）・珠洲市

ただし、行政事件、各支部の合議事件、小松支部管内の執行事件（不動産競売、債権、財産開示）は本庁で、輪島支部管内の執行事件（不動産競売、債権）、少年事件は七尾支部でそれぞれ取り扱う。

### 管内の簡易裁判所
- 金沢簡易裁判所
  - 所在地：本庁内
  - 管轄：金沢市、かほく市、白山市、野々市市、河北郡津幡町、河北郡内灘町
- 小松簡易裁判所
  - 所在地：石川県小松市小馬出町11
  - 管轄：小松市、加賀市、能美市、能美郡川北町
- 七尾簡易裁判所
  - 所在地：石川県七尾市馬出町ハ部1-2
  - 管轄：七尾市、羽咋市、羽咋郡志賀町、羽咋郡宝達志水町、鹿島郡中能登町
- 輪島簡易裁判所
  - 所在地：石川県輪島市河井町15部49-2
  - 管轄：輪島市、鳳珠郡穴水町
- 珠洲簡易裁判所
  - 所在地：石川県珠洲市上戸町北方い46-3
  - 管轄：珠洲市、鳳珠郡能登町

## 歴代所長
任期の後ろは後職
- 朝岡智幸（1992年 - 1994年 大阪高等裁判所部総括判事）
- 青山邦夫（2001年11月 - 2003年1月 名古屋高等裁判所部総括判事）
- 野田武明（2003年1月 - 2004年11月 名古屋高等裁判所部総括判事）
- 鈴木健太（2004年11月 - 2006年11月 静岡地方裁判所所長）
- 小倉正三（2006年11月 - 2008年11月 大阪高等裁判所部総括判事）
- 加藤幸雄（2008年11月 - 2010年12月31日 名古屋家庭裁判所所長）
- 並木正男（2011年1月1日 - 2012年6月 京都家庭裁判所所長）
- 大島隆明（2012年6月 - 2013年8月 東京高等裁判所部総括判事）
- 杉原則彦（2013年8月 - 2014年11月 東京高等裁判所部総括判事）
- 萩原秀紀（2014年11月 - 2016年6月 名古屋家庭裁判所所長）
- 田近年則（2016年6月 - 2017年11月 依願退官[4]）
- 萩本修（2017年11月 - 2020年3月 名古屋高等裁判所部総括判事[4][5]）
- 吉村真幸（2020年3月 - 2022年1月 さいたま地方裁判所所長[6]）
- 片田信宏（2022年1月 - 2023年1月 名古屋高等裁判所部総括判事[7]）
- 林俊之（2023年1月 - [8]）

## 新庁舎の建設と竣工

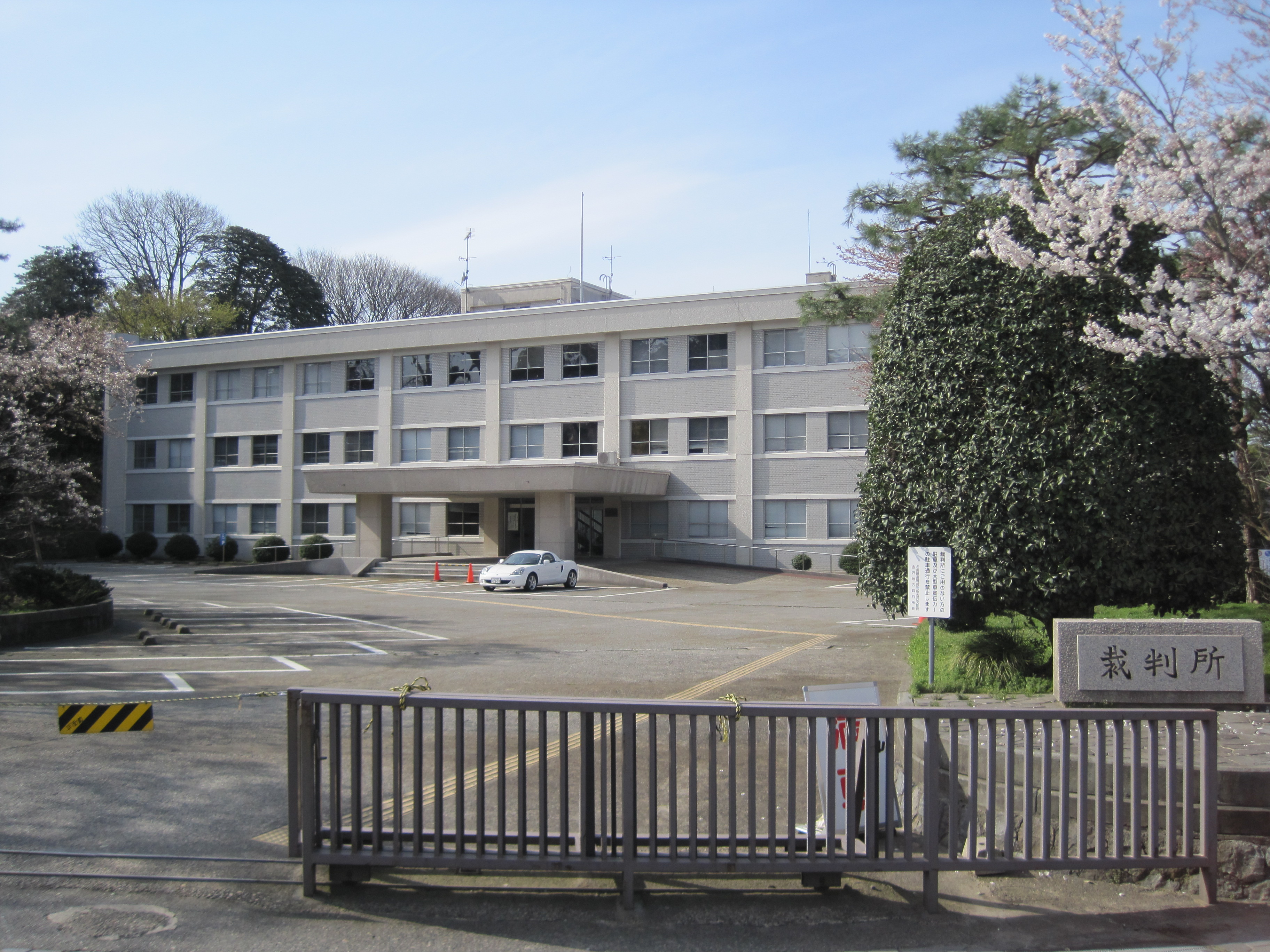
2010年9月まで使用された旧庁舎（2010年4月4日撮影）

新庁舎の建設工事は2010年（平成22年）5月に着工した。工事に伴い、同年9月21日に北隣の仮庁舎へ移転して地裁の業務が続けられた。仮庁舎は軽量鉄骨3階建てで延床面積4,000m2、法廷は9つ設けられ、金沢地裁のほか、名古屋高等裁判所金沢支部・金沢簡易裁判所・金沢検察審査会を併設していた。
新庁舎は2013年（平成25年）3月25日に業務を開始した。この庁舎は全面ガラス張りで石川県産の戸室石を一部に使用し、第36回金沢都市美文化賞を受賞した。鉄筋コンクリート構造地下1階地上3階建てで延床面積13,000m2、法廷は16に増え、金沢地裁のほか、名古屋高裁金沢支部・金沢家庭裁判所・金沢簡裁・金沢検察審査会を併設した。東畑建築事務所が設計し、鴻池組・栗原工業・成瀬電気工事・三建設備工業・菱機工業・日立製作所・松井建設が施工した。なお建設工事中には、作業員の男性1名がコンクリートに埋まり死亡する事故が発生している。